# Luboszyce (Opole)
Luboszyce (Duits: Luboschütz) is een dorp in de Poolse woiwodschap Opole. De plaats maakt deel uit van de gemeente Łubniany en telt 1000 inwoners.

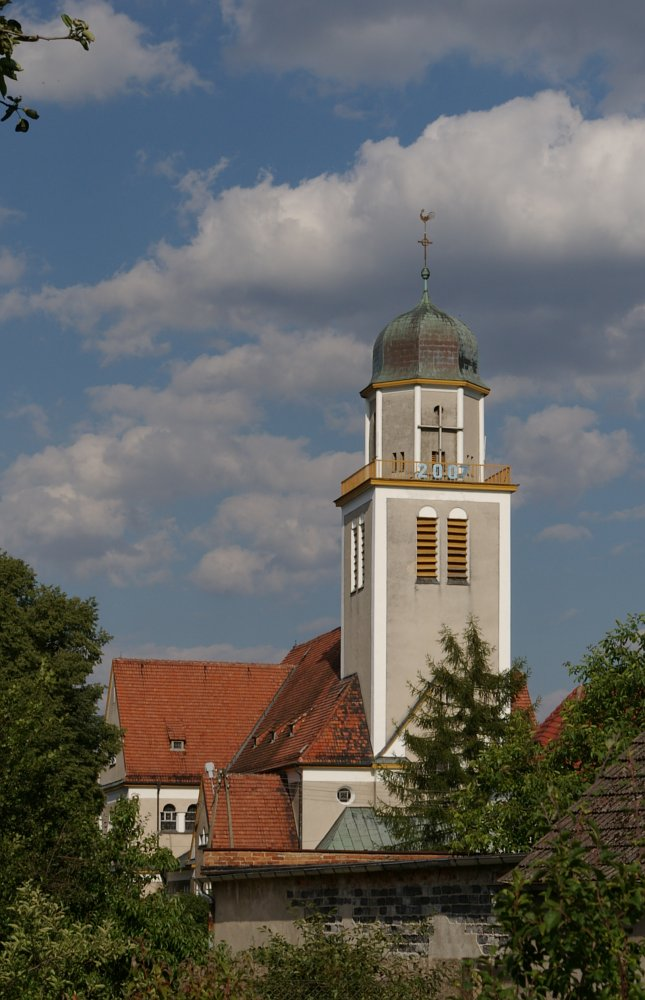
Kerk in Luboszyce